# 乌岑海恩
乌岑海恩是德国莱茵兰-普法尔茨州的一个市镇。总面积4.47平方公里，总人口111人，其中男性59人，女性52人（2011年12月31日），人口密度25人/平方公里。